# Senecio desiderabilis
Senecio desiderabilis là một loài thực vật có hoa trong họ Cúc. Loài này được Vell. miêu tả khoa học đầu tiên.